# 巴登巴登密约
巴登巴登密约（日语：バーデン＝バーデンの密約）是于1921年10月21日，由日本帝国陆军士官学校第16期的同学永田铁山少佐（时任駐瑞士使馆武官）、冈村宁次少佐（当时在欧洲出差考察）、小畑敏四郎少佐（时任駐俄罗斯使馆武官），在德国南部的疗养地巴登-巴登聚会，基于对日本陆军现状的不满，相约改革陆军的构想。次日，陆士17期的东条英机少佐（时任駐德国大使館武官）从柏林赶来加入。该盟约计划主要目的是消除把持陆军的长州派阀、革新人事、改革军制、实行“军主政从”，建立现代化“总体战”体制，以及解决所谓的“滿蒙問題”（中国东北地区）。
1920年，以三人為中心的志同道合者約定支持在「長州閥」中被孤立的軍事課長真崎甚三郎。
1922年至1923年间，永田和小畑归国以后，再次会合，接触更多的志同道合的少壮军官，1927年左右，逐渐联络主要是来自陆士15－18期生共十九人，结成了名为“二叶会”的佐级军官小团体，定期活动。1929年，永田铁山为发起人，“二叶会”与以国策研究为目结成的名为「木曜会」的组织合并，結成了名为“一夕会”的少壮军官组织。
永田铁山和小畑敏四郎作为“巴登巴登密约”的参与者保持密切的关系，后来因观念不和而分道扬镳。小畑敏四郎作为皇道派的核心人物，与是统制派核心人物的永田铁山、东条英机相互斗争，1932年关系彻底决裂。1933年~1935年，陸軍内部的皇道派和统治派围绕着对苏联对中国战争准备和陆军领导权上斗争激化，1935年相泽事件中陆军省军务局长永田铁山被刺杀。1936年发生皇道派青年军官兵变的二二六事件，后来“肃军”运动中皇道派势力被肅清，小畑敏四郎受牵连被转入预备役，由统制派确立了控制陆军领导权，中心人物是东条英机。

## 腳注
1. ↑  筒井清忠，『昭和期日本の構造』
2. ↑  須山幸雄，『小畑敏四郎』
3. ↑  須山幸雄，『青春群像』
4. ↑  谷田勇，『実録・日本陸軍の派閥抗争』